# Néfertiti, la fille du soleil
Pour les articles homonymes, voir Nefertiti.
Pour plus de détails, voir Fiche technique et Distribution.
Néfertiti, la fille du soleil (titre original : Nefertiti, figlia del sole) est un film italien réalisé par Guy Gilles en 1994.

## Synopsis
En 1912, un personnage venu de nulle part surgit au milieu d'une équipe archéologique en Égypte et leur indique où se trouve le buste de Néfertiti. L'équipe met à jour le buste auquel il manque un œil.
Long flash-back en Égypte antique où Néfertiti est amoureuse de Yamé mais promise au pharaon Amenhotep III. Ce dernier veut en effet un héritier, son fils Akhenaton se livrant à des incantations étranges et invoquant un nouveau dieu : « Aton ». Amenhotep III meurt avant que Néfertiti ait pu lui donner un héritier, Akhenaton monte sur le trône et impose la religion d'Aton tandis que Néfertiti prend une place de plus en plus importante. Le peuple et les prêtres se révoltent, Akhenaton meurt empoisonné et Néfertiti s'enfuit, refusant de partir avec Yamé.
Retour en 1912 où Yamé remet le second œil de Néfertiti à sa place afin de lui redonner vie.

## Fiche technique
- Titre : Néfertiti, la fille du soleil
- Titre original : Nefertiti, figlia del sole
- Réalisation : Guy Gilles
- Scénario : Guy Gilles, Enzo Peri
- Musique : Jean-Pierre Stora
- Durée : 68 min
- Pays de production :  Italie
- Langue : Italien
- Couleur
- Son : Mono
- Dates de sortie:
  - Italie : 1994
  - Espagne : 1er août 1995

## Distribution
- Michela Rocco di Torrepadula : Néfertiti
- Ben Gazzara : Amenhotep III
- François Négret : Akhenaton
- Antonella Lualdi : Tiyi
- Giada Desideri
- Paul Blain : Yamé
- Daniel Duval : Monkutura
- Jacques Penot : Bonchardt
- Cléonas Shannon : Arakat
- Marilyn Pater : Parkat
- Nini Crépon : Hori
- Guy Cuevas : Min
- Gennady Krihkina : Aÿ

## Autour du film
- Le film n'est jamais sorti en salles, ni en France, ni en Belgique, mais a été diffusé sur Canal+ et distribué en DVD.

### Lieux de tournage
Le film a été filmé en Égypte et au Studio de Riga en Lettonie, selon le générique.